# Морская арбитражная комиссия при Торгово-промышленной палате Российской Федерации
Морская арбитражная комиссия при Торгово-промышленной палате Российской Федерации — один из старейших и известных в мире специализированных постоянно действующих арбитражных (третейских) судов, преемник Морской арбитражной комиссии при Торгово-промышленной палате СССР, образованной в 1930 г. Действует при ТПП России, являясь одним из крупнейших центров по разрешению международных споров наряду с Международным коммерческим арбитражным судом при ТПП РФ (МКАС). Деятельность МАК курируется непосредственно Президентом ТПП РФ (в настоящее время Сергей Катырин).

## История создания
Морская арбитражная комиссия (МАК) была создана при Всесоюзной торговой палате СССР в 1930 г. в качестве специализированного третейского суда для рассмотрения споров из торгового мореплавания. Сразу же после своего создания МАК стала разрешать многие известные морские дела.
МАК первоначально создавалась для рассмотрения лишь тех споров, которые возникали в связи со спасением судов и грузов на море. Сегодня наряду с традиционными спорами из договоров перевозки грузов, фрахтования судов, морского страхования, спасания, столкновения между судами, рыболовецких операций, предметом разбирательства Комиссии могут быть споры, вытекающие из брокерских и агентских соглашений, ремонта судов, судового менеджмента, осуществления промыслов и многообразных иных отношений, которые возникают в сфере торгового мореплавания.
В советские времена организациями, чаще всего выступавшими сторонами в делах МАК, были морские пароходства (в особенности Балтийское, Черноморское, Советско-Дунайское, Азовское, Дальневосточное и др.), В/О «Совфрахт», аварийно-спасательные службы и другие организации Министерства морского флота, внешнеторговые объединения (в том числе «Экспортлес», «Разноэкспорт», «Союзплодоимпорт», «Стройматериалинторг», «Союзхимэкспорт», «Проммашэкспорт»), предприятия рыбного хозяйства, АО «Ингосстрах».
С 1974 по 2011 гг. председателем МАК являлся Лебедев Сергей Николаевич. В настоящее время должность председателя занимает Костин Алексей Александрович.

## Компетенция по разрешению споров
Согласно «Положению о Морской арбитражной комиссии при ТПП РФ», МАК разрешает споры, вытекающие из договорных и других гражданско-правовых отношений, возникающих из торгового мореплавания (перевозка, страхование, спасание и т. д.), независимо от того, являются сторонами таких отношений субъекты российского и иностранного либо только российского или только иностранного права. В частности, МАК разрешает споры, вытекающие из отношений:
1. по фрахтованию судов, морской перевозке грузов, а также перевозке грузов в смешанном плавании (река — море);
2. по морской буксировке судов и иных плавучих объектов;
3. по морскому страхованию и перестрахованию;
4. связанных с куплей-продажей, залогом и ремонтом морских судов и иных плавучих объектов;
5. по лоцманской и ледовой проводке, агентскому и иному обслуживанию морских судов, а также судов внутреннего плавания, поскольку соответствующие операции связаны с плаванием таких судов по морским путям;
6. связанных с использованием судов для осуществления научных исследований, добычи полезных ископаемых, гидротехнических и иных работ;
7. по спасанию морских судов либо морским судном судна внутреннего плавания, а также по спасанию в морских водах судном внутреннего плавания другого судна внутреннего плавания;
8. связанных с подъёмом затонувших в море судов и иного имущества;
9. связанных со столкновением морских судов, морского судна и судна внутреннего плавания, судов внутреннего плавания в морских водах, а также с причинением судном повреждений портовым сооружениям, средствам навигационной обстановки и другим объектам;
10. связанных с причинением повреждений рыболовным сетям и другим орудиям добычи (вылова) водных биологических ресурсов, а также с иным причинением вреда при осуществлении промышленного рыболовства.

МАК разрешает также споры, возникающие в связи с плаванием морских судов и судов внутреннего плавания по международным рекам, в случаях, указанных в настоящей статье, а равно споры, связанные с осуществлением судами внутреннего плавания загранперевозок.

## Статус МАК
МАК является самостоятельным постоянно действующим арбитражным учреждением (третейским судом) и осуществляет свою деятельность в соответствии с Законом РФ «О международном коммерческом арбитраже». Данный закон был принят в 1993 г. на основе типового закона, разработанного Комиссией ООН по праву международной торговли и учитывающего международный опыт разрешения трансграничных торговых споров.
Как и любой третейский суд, МАК принимает к рассмотрению споры только лишь при наличии арбитражного соглашения между сторонами о передаче их на её разрешение. Такое соглашение может быть заключено как до возникновения спора, так и впоследствии. Указанное соглашение заключается в письменной форме. Оно считается заключенным в письменной форме, если оно содержится в документе, подписанном сторонами или заключено путём обмена письмами, сообщениями по телетайпу, телеграфу или с использованием иных средств электросвязи, обеспечивающих фиксацию такого соглашения, либо путём обмена исковым заявлением в МАК и отзывом на иск, в которых одна из сторон утверждает о наличии соглашения, а другая против этого не возражает. Без указанного соглашения МАК рассматривать споры не вправе.

## Процедура разрешения споров в МАК
МАК действует на основании Регламента, утверждённого ТПП РФ. С 1999 года МАК является членом Международной федерации коммерческих арбитражных институтов (МФКАИ). В 2017 году утвержден новый Регламент МАК, вступивший в силу 27 января 2017 года. Прежний Регламент, по общему правилу, применяется к арбитражным разбирательствам, начатым до этой даты. Также утвержден новый список арбитров МАК. Среди арбитров — видные учёные, юристы-практики, капитаны дальнего плавания.
Разбирательство споров в МАК осуществляется арбитрами (третейскими судьями), избираемыми сторонами спора по каждому делу из числа лиц, обладающих необходимыми знаниями в области разрешения споров, отнесенных к компетенции МАК. Арбитры не являются представителями сторон. Они должны быть независимы и беспристрастны при выполнении своих функций. ТПП РФ утверждает сроком на 6 лет список членов МАК, в котором указываются имя и фамилия каждого из них, место работы, профессия и специальность, ученое звание, знание иностранных языков, с которым может ознакомиться любое заинтересованное лицо.
В МАК функционирует Президиум, Председатель и ответственный секретарь. По делам, подлежащим рассмотрению МАК, её Председатель может по просьбе стороны установить размер и форму обеспечения требования и, в частности, вынести постановление о наложении ареста на находящиеся в российском порту судно или груз другой стороны.
Арбитражное производство в МАК возбуждается подачей искового заявления в МАК. В исковом заявлении истец указывает свои требования, изложение обстоятельств, служащих основанием иска, и указание на подтверждающие их доказательства, имя и фамилию арбитра, избранного истцом.
По получении искового заявления ответственный секретарь МАК уведомляет об этом ответчика и направляет ему копию искового заявления и приложенных к нему документов (если они не были ранее переданы ответчику самим истцом). Ответчик сообщает в МАК имя и фамилию избранного им арбитра. При неизбрании арбитра ответчиком, а равно по просьбе самого ответчика, арбитр за ответчика назначается Председателем МАК.
После этого состав арбитража приступает к рассмотрению дела и по итогам устного слушания выносит письменное арбитражное решение. В случае если при разбирательстве дела два арбитра не придут к единому мнению относительно того, как должен быть решен спор, ими в 10-дневный срок избирается третий арбитр — председатель состава арбитража.

## Язык разбирательства в МАК
В ходе разбирательства обычно используется русский язык, но по соглашению сторон оно может проводиться и на иностранном языке.

## Право, применимое при разрешении споров в МАК
Арбитры в зависимости от ситуации применяют не только российское право, но и иностранное (в практике МАК применялось английское право, право Украины, Норвегии, Латвийской Республики, Марокко, Сент-Винсент и Гренадин). Также арбитры применяют и соответствующие международные договоры (в частности, Международную конвенцию об унификации некоторых правил о коносаменте, Конвенцию для объединения некоторых правил относительно оказания помощи и спасания на море).
В среднем дела в МАК рассматриваются около полугода, учитывая важность надлежащего формирования состава арбитража и необходимость тщательного рассмотрения ими всех обстоятельств спора.

## Роль МАК вэкономике России
Морское судоходство играет ключевую роль в жизни мировой экономики, занимая центральное место в системе транспортных перевозок. Регулирование торгового мореплавания является одним из эффективных инструментов внешнеэкономической политики государств, включая Россию. Обеспечение надлежащего разрешения возникающих в нём споров — крайне важный аспект такой политики. Решать такие споры компетентны государственные суды, но ещё большую роль при их рассмотрении в мировой практике играют арбитражные (третейские) суды.

## Практика МАК
За последние 20 лет работы МАК география стран, представленных в делах МАК, была очень обширной. В таких делах участвовали лица из более чем 70 стран. Из стран ближнего зарубежья чаще всего была представлена Украина. Из стран дальнего зарубежья больше всего было рассмотрено споров с участием юридических лиц из Германии, Кипра, Греции, Великобритании, США. Чаще сторонами в спорах являлись лица из стран именно дальнего зарубежья.
В МАК поступают самые разнообразные споры, в каждом из которых возникают свои очень непростые юридические проблемы. За годы работы МАК были накоплены и сформированы существенные опыт и практика в области урегулирования споров компаний, занимающихся морским бизнесом: только за последние 20 лет МАК было рассмотрено около 4 500 дел с требованиями на сумму свыше 200 миллионов долларов США.
В числе интересных дел, рассмотренных МАК в последние годы, можно назвать споры с участием структур ОАО «Волготанкер» (дела об исполнении решений МАК затем рассматривались в Дании), или же дело о страховом возмещении с участием иностранных компаний «Эссар Стил Лимитед» и «Азия Моторворкс Лимитед», которые в ходе процедур отмены решений МАК дошли до обращения в Конституционный Суд РФ (однако решения МАК сохранили силу).

## Категории дел, рассмотренных МАК в период с 1932 по 2010 гг.
| Категория дел | Количество дел |
| --- | -------------- |
| Морская перевозка грузов | 1737           |
| Спасание судов | 1035           |
| Морское страхование | 748            |
| Фрахтование судов | 313            |
| Столкновение судов | 203            |
| Морская буксировка | 70             |
| Агентское обслуживание судов | 66             |
| Повреждение рыболовных судов и орудий лова | 42             |
| Повреждение портовых сооружений | 21             |
| Ремонт морских судов | 20             |
| Купля-продажа морских судов | 18             |
| Прочие дела: судовой менеджмент; повреждение сейсмокосы; договоры на оказание услуг по обеспечению безопасности мореплавания, предупреждению и ликвидации чрезвычайных ситуаций; смешанные договоры, связанные с закупкой и поставкой рыбы на судно-фабрику; разработка конструкторской документации для постройки судов; задержка судна в порту в связи с отказом выплатить дисбурсментские расходы; договор постройки морского судна; предоставление займа на приобретение морских судов; коммерческая и техническая эксплуатация судов; возмещение вреда, причиненного пассажиру; ненадлежащее представительство интересов в иностранном арбитраже | 146            |
| Общее количество дел: | 4419           |

## Исполнение выносимых МАК решений
Решения МАК исполняются сторонами добровольно. Решение Комиссии, не исполненное стороной добровольно, приводится в исполнение государственным арбитражным судом в соответствии с АПК РФ.

## Преимущества рассмотрения споров в МАК по сравнению с их рассмотрением в российских государственных и иностранных арбитражных судах
- Дела в МАК рассматриваются специалистами (выбираемых, что важно, самими сторонами, причем теми специалистами, которые могут являться и не юристами, а, например, капитанами, оценщиками и т. д.), причем рассматриваются очень внимательно и тщательно. Если в государственном арбитражном суде судья из-за своей загрузки может быть вынужден уделить рассмотрению дела не более часа — двух, то в МАК арбитры могут рассматривать дело, вникая во все его подробности, хотя бы на протяжении нескольких дней, если этого требует объём дела. В связи с этим неудивительно, что выносимые ими решения могут быть по объёму в несколько раз больше по сравнению с решениями государственных арбитражных судов.
- В отличие от государственных арбитражных судов, разбирательства в МАК и решения МАК являются конфиденциальными (если стороны не согласятся с иным).
- В отличие от государственных арбитражных судов, решения МАК не подлежат обжалованию в апелляционном и кассационном порядке, а также в порядке надзора. Однако любая из сторон спора, не согласная с решением МАК, вправе просить Арбитражный суд города Москвы об отмене такого решения. Впрочем, отменить такое решение МАК не так уж и просто: АПК РФ устанавливает ограниченные условия для такой отмены, исходя из необходимости поддержки третейского разбирательства споров и отмены третейских решений только в особых случаях.
- Российским субъектам гораздо удобнее обращаться в отечественный третейский суд в Москве, нежели в иностранный суд.
- Решения МАК гораздо легче исполнить в иностранных государствах, нежели решения государственных арбитражных судов: на порядок исполнения решения МАК распространяется широко известная Нью-Йоркская конвенция 1958 г. о признании и приведении в исполнение иностранных арбитражных решений, устанавливающая благоприятные правила для таких решений.
- Рассмотрение дел в МАК является гораздо более дешёвым и эффективным с точки зрения критерия «сроки / цена / качество», нежели рассмотрение аналогичных споров, например, в Лондоне, известном своей дороговизной.

## Недостатки рассмотрения споров в МАК
- Для решения незначительных или предельно простых споров, особенно когда обе стороны спора являются российскими, обращение в государственный арбитражный суд может оказаться эффективнее.
- Арбитражный сбор при обращении с иском в МАК может быть выше суммы государственной пошлины при обращении в государственный арбитражный суд: иначе и не может быть, учитывая необходимость тщательного рассмотрения дела в МАК.

## Президиум МАК
В Президиум Морской арбитражной комиссии входят:
| Костин Алексей Александрович | Председатель Президиума, Председатель МАК, заведующий кафедрой международного частного и гражданского права МГИМО, профессор, кандидат юридических наук                                     |
| Архипова Анна Григорьевна    | заместитель председателя МАК, консультант Исследовательского центра частного права им. С. С. Алексеева при Президенте РФ, доцент кафедры международного частного и гражданского права МГИМО |
| Березий Анатолий Емельянович | заместитель председателя МАК при ТПП РФ, профессор Санкт-Петербургского Юридического Института, Заслуженный юрист РФ                                                                        |
| Булгаков Станислав Павлович  | аудитор Международного кодекса по управлению безопасной эксплуатацией судов и предотвращением загрязнения, капитан дальнего плавания                                                        |
| Девяткин Константин Иванович | директор Центра арбитража и посредничества ТПП РФ, заслуженный юрист Российской Федерации, член Президиума от ТПП РФ                                                                        |
| Маркалова Наталья Георгиевна | заведующая кафедрой гражданского и предпринимательского права Всероссийской академии внешней торговли, кандидат юридических наук, доцент                                                    |
| Новиков Иван Алексеевич      | аналитик Института проблем правового регулирования НИУ ВШЭ |

Президиум МАК на своем собрании избирает председателя МАК и его заместителей.